# Malsch, Karlsruhe
Malsch este o comună din landul Baden-Württemberg, Germania. Se află la o altitudine de 145 m deasupra nivelului mării. Are o suprafață de 51,24 km². Populația este de 14.946 locuitori, determinată în 31 decembrie 2023, prin actualizare statistică[*].